# Liste der Biografien/Suv
Liste der Biografien |
Portal Biografien |
Personensuche
# |
A |
B |
C |
D |
E |
F |
G |
H |
I |
J |
K |
L |
M |
N |
O |
P |
Q |
R |
S |
T |
U |
V |
W |
X |
Y |
Z |
?
 
Sa |
Sb |
Sc |
Sd |
Se |
Sf |
Sg |
Sh |
Si |
Sj |
Sk |
Sl |
Sm |
Sn |
So |
Sp |
Sq |
Sr |
Ss |
St |
Su |
Sv |
Sw |
Sy |
Sz
 
Sua |
Sub |
Suc |
Sud |
Sue |
Suf |
Sug |
Suh |
Sui |
Suj |
Suk |
Sul |
Sum |
Sun |
Suo |
Sup |
Suq |
Sur |
Sus |
Sut |
Suu |
Suv |
Suw |
Sux |
Suy |
Suz
Die Liste der Biografien führt alle Personen auf, die in der deutschsprachigen Wikipedia einen Artikel haben. Dieses ist eine Teilliste mit 35 Einträgen von Personen, deren Namen mit den Buchstaben „Suv“ beginnt.

## Suv

### Suva
- Šuvadová, Silvia (* 1973), slowakische Schauspielerin
- Suvak, Sefa İnci, türkische Journalistin, Autorin und Hörfunkredakteurin
- Šuvaković Savić, Suzana (1969–2016), serbische Opernsängerin
- Süvalep, Ele (* 1951), estnische Literaturwissenschaftlerin
- Suvanna Ban Lang (1455–1485), König von Lan Xang
- Suvanna Kamphong, König von Sawa
- Suvanto, David (* 1994), schwedischer Eishockeyspieler
- Suvanto, Rafael (1909–1940), finnischer Astronom, Gefallener im Zweiten Weltkrieg
- Suvanto, Tauno (1924–1974), finnischer Sprinter
- Süvaoja, Veiko (* 1977), estnischer Eishockeyspieler
- Suvaphat Janseetha (* 1997), thailändischer Fußballspieler
- Šuvar, Stipe (1936–2004), jugoslawischer bzw. kroatischer Politiker und Soziologe
- Süvari, Adnan (1926–1991), türkischer Fußballspieler und -trainer
- Suvari, Mena (* 1979), amerikanische SchauspielerinMena Suvari (* 1979)

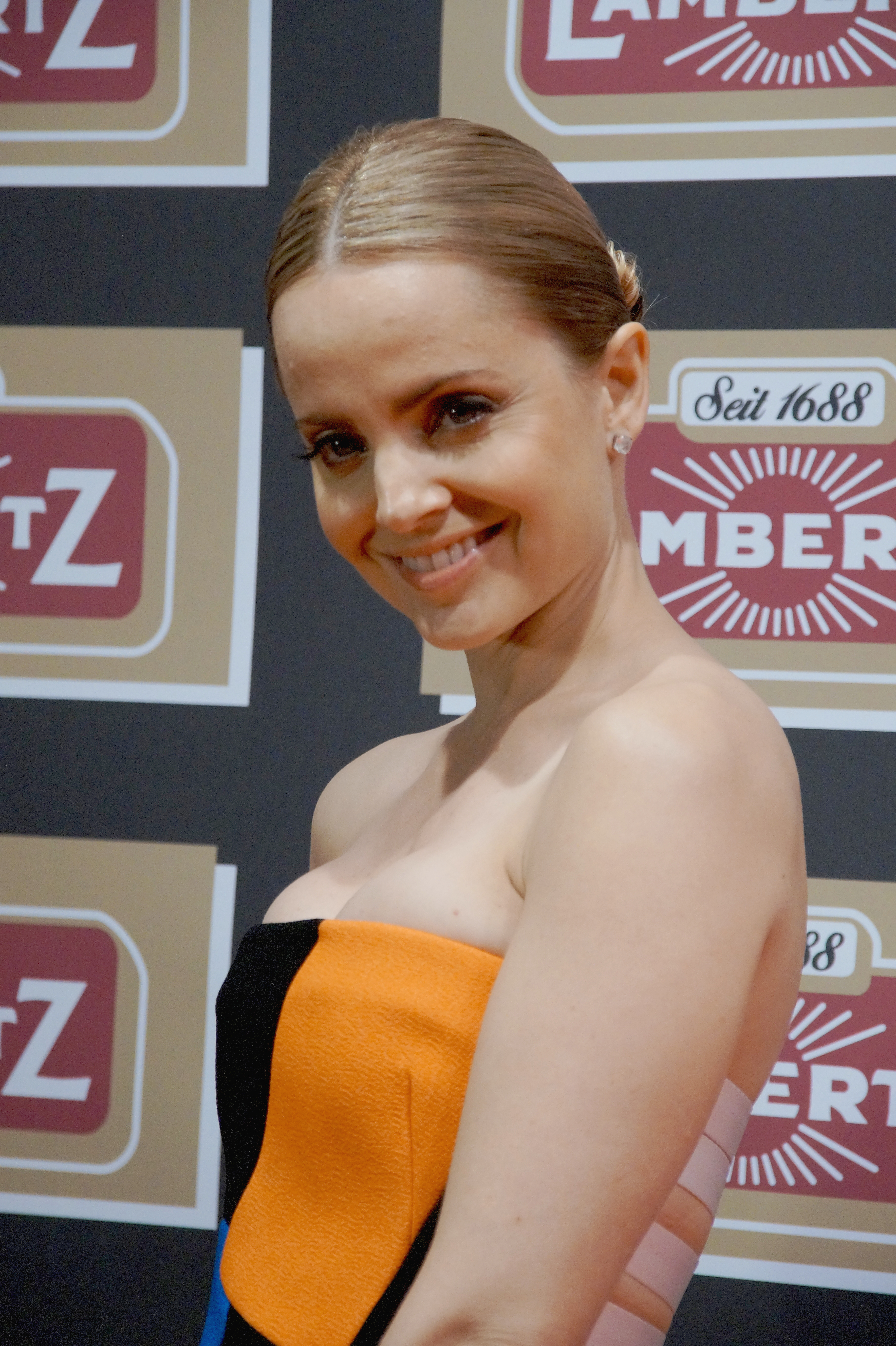
Mena Suvari (* 1979)

- Süvarioğlu, Cihat (* 1990), türkischer Schauspieler

### Suvd
- Suvdal, Anne Kjersti (* 1987), norwegische Handballspielerin

### Suve
- Suve, Jaan (1777–1851), estnischer Schriftsteller
- Suvée, Joseph-Benoît (1743–1807), flämischer Maler
- Suvelo, Marko (* 1975), finnisch-deutscher Eishockeyspieler
- Šuver, Jakov (* 2003), kroatisch-deutscher Fußballspieler
- Šuver, Mario (* 1999), kroatisch-deutscher Fußballspieler
- Süverkrüp, Dieter (1934–2025), deutscher LiedermacherDieter Süverkrüp (1934–2025)

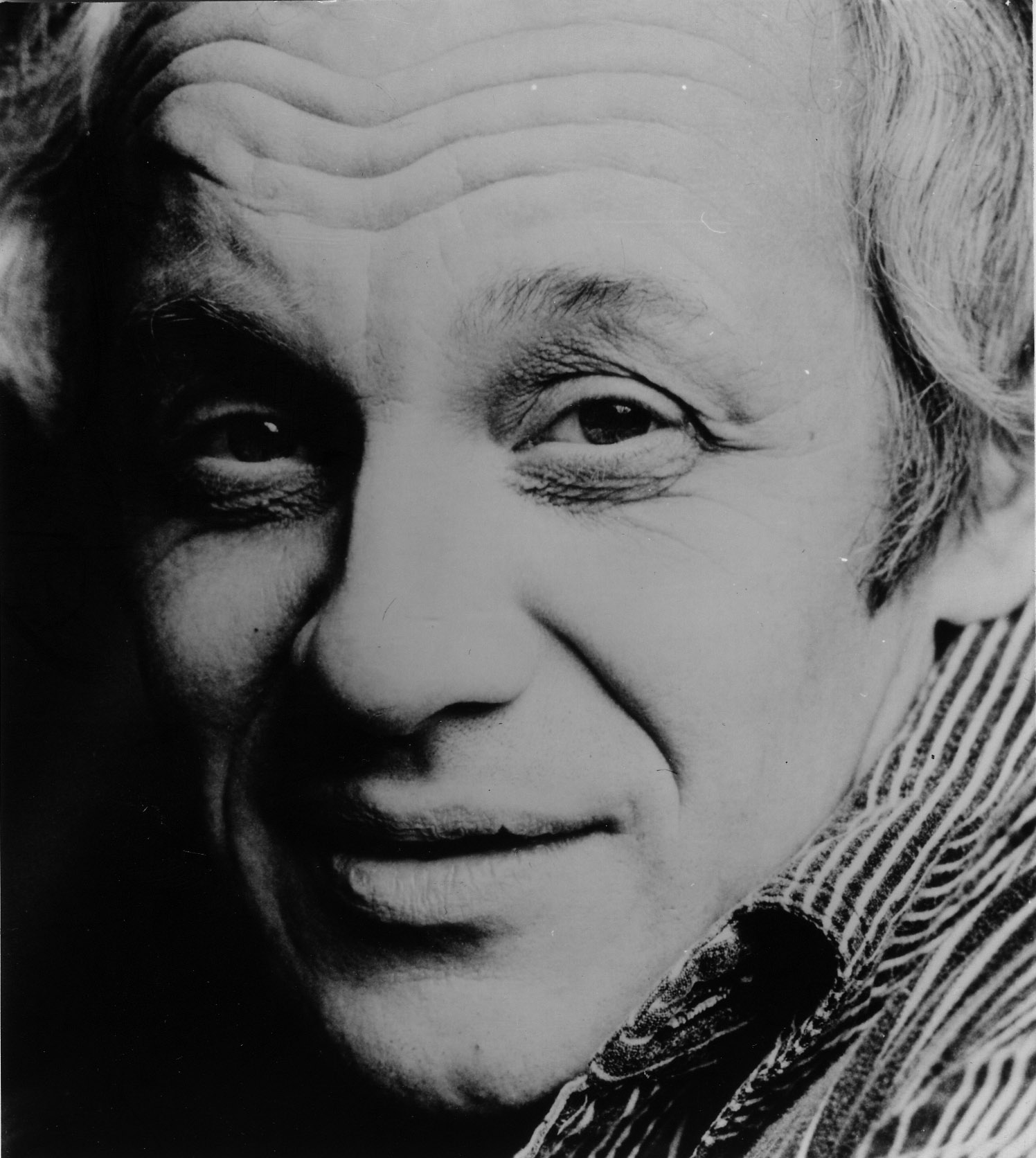
Dieter Süverkrüp (1934–2025)

- Süverkrüp, Fritz (* 1941), deutscher Unternehmer
- Süvern, Johann Wilhelm (1775–1829), preußischer Lehrer und Politiker

### Suvi
- Suvich, Fulvio (1887–1980), italienischer Politiker und Diplomat in der Zeit des Faschismus
- Suvigny, Raymond (1903–1945), französischer Gewichtheber
- Suvin, Darko (* 1930), kanadischer Literaturwissenschaftler, Autor und Kritiker
- Suvio, Sten (1911–1988), finnischer Boxer
- Šuvirđonkova, Darja (* 2005), serbische Tennisspielerin
- Suviste, Uku (* 1982), estnischer Sänger, Singer-Songwriter, Musikproduzent und Pianist
- Suvivuo, Väinö (1917–1985), finnischer Hürdenläufer

### Suvo
- Suvorov, Alexandru (* 1987), moldauischer Fußballspieler
- Suvová, Gabriela (* 1972), tschechoslowakisch-tschechische Biathletin

### Suvr
- Suvrijn, Jade (* 1995), französische Tennisspielerin
- Suvrijn, Wilbert (* 1962), niederländischer Fußballspieler